# Price Tag
Price Tag – utwór brytyjskiej piosenkarki Jessie J, wydany na singlu, który wydany został w 2011 roku. Piosenka pochodzi z albumu Who You Are. W nagraniach utworu udział wziął gościnnie raper B.o.B.